# Smolenskij rajon (Territorio dell'Altaj)
Lo Smolenskij rajon in russo Смоленский район? è un rajon del kraj dell'Altaj, nella Russia asiatica; il capoluogo è Smolenskoe. Il rajon, istituito nel 1924, ha una superficie di 2.033 chilometri quadrati e una popolazione di circa 24.000 abitanti.